# Friedensroute

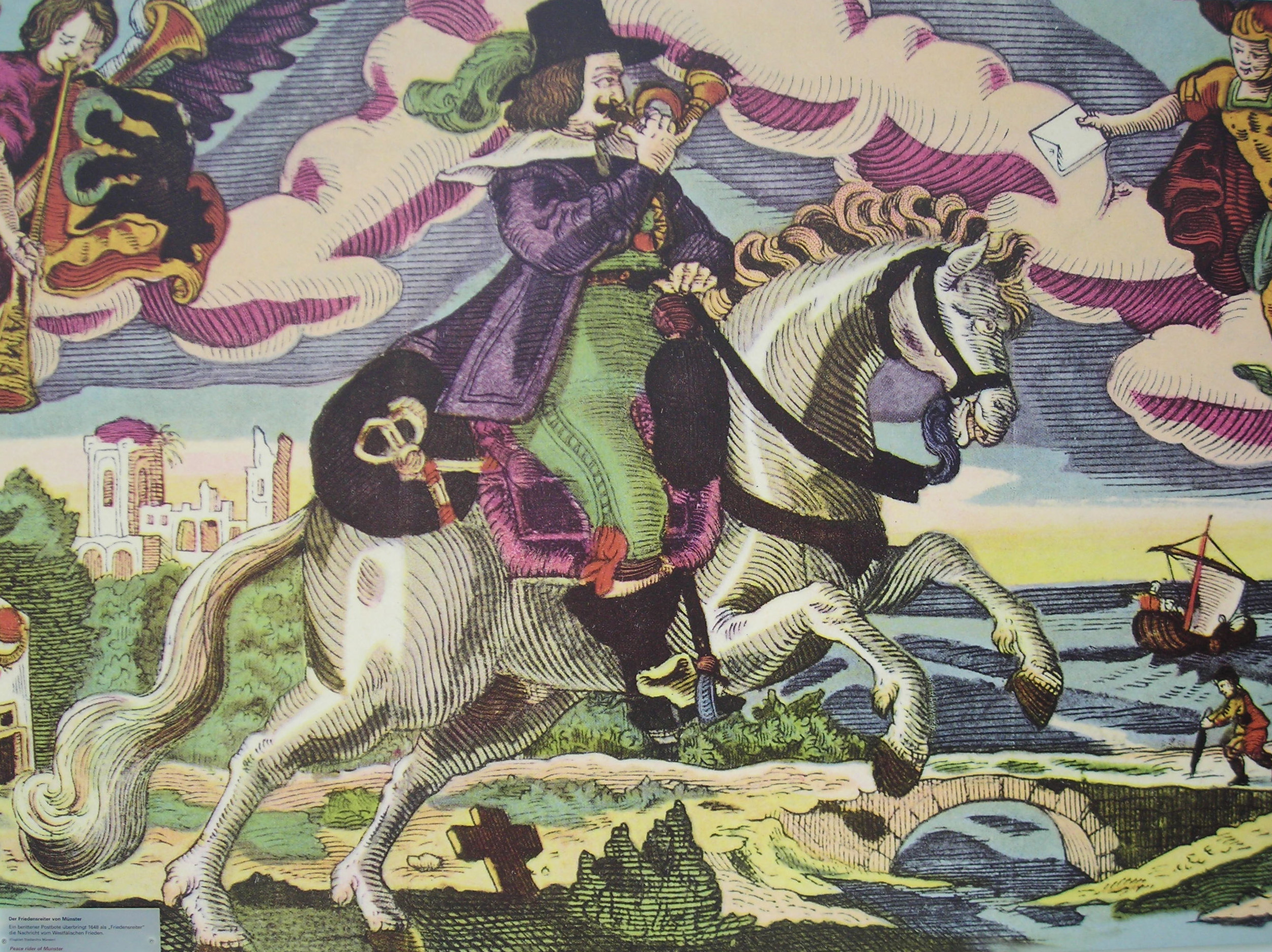
Friedensreiter

Die Friedensroute ist ein 170 km langer Radweg zwischen Münster und Osnabrück.
Der Radweg geht auf die während der Friedensverhandlungen am Ende des Dreißigjährigen Krieges zwischen Münster und Osnabrück eingerichtete historische Nachrichtenverbindung zurück. Auf dieser Reichspostlinie waren die so genannten „Friedensreiter“ unterwegs, über die Botschaften und Depeschen zwischen den beiden Städten ausgetauscht wurden. Die Verhandlungen führten letztendlich zum Westfälischen Frieden von 1648.
Ausgangs- bzw. Endpunkte der Route sind das historische Rathaus Münster und das Rathaus Osnabrück. Der Radweg führt durch die Ausläufer des Teutoburger Waldes, das Tecklenburger Land und die Münsterländer Parklandschaft.
Sowohl im Münsterland als auch im Osnabrücker Land vereinfacht eine durchgängig einheitliche Beschilderung die Orientierung. Die Route kann zwischen Bad Iburg und Münster auch als Rundweg befahren werden. Unter anderem führt sie auch durch die Orte Greven, Tecklenburg, Lienen und Telgte. Die Friedensroute wurde zur Radroute des Jahres 2008 in Nordrhein-Westfalen gewählt.